# Fabian Hiszpański
Fabian Hiszpański (Płock, 1993. október 26. –) lengyel korosztályos válogatott labdarúgó, a Wisła Płock középpályása.

## Pályafutása

### Klubcsapatokban
Hiszpański a lengyelországi Płock városában született. Az ifjúsági pályafutását a helyi Wisła Płock akadémiájánál kezdte.
2011-ben mutatkozott be a Wisła Płock másodosztályban szereplő felnőtt keretében. 2015-ben a Podbeskidzie szerződtette. A 2015–16-os szezon második felében, kölcsönben visszatért a Wisła Płockhoz. 2016 és 2022 között több klubnál is szerepelt, játszott például a Wisła Puławy, a Wisła Płock II, a Bytovia Bytów, a KKS Kalisz és az Arka Gdynia csapatában is. 2022. július 5-én egyéves szerződést kötött az első osztályban érdekelt Stal Mielec együttesével. Először a 2022. július 16-ai, Lech Poznań ellen 2–0-ra megnyert mérkőzés 75. percében, Paweł Żyra cseréjeként lépett pályára. Első gólját 2022. október 7-én, a Pogoń Szczecin ellen hazai pályán 4–2-es győzelemmel zárult találkozón szerezte meg. 2023 nyarán visszatért a Wisła Płockhoz.

### A válogatottban
Hiszpański négy mérkőzés erejéig tagja volt a lengyel U20-as válogatottnak.

## Statisztikák
2023. május 19. szerint
| Klub        | Szezon   | Osztály     | Bajnokság | Bajnokság | Kupa és Ligakupa | Kupa és Ligakupa | Nemzetközi | Nemzetközi | Összesen | Összesen |
| Klub        | Szezon   | Osztály     | Meccs     | Gól       | Meccs            | Gól              | Meccs      | Gól        | Meccs    | Gól      |
| ----------- | -------- | ----------- | --------- | --------- | ---------------- | ---------------- | ---------- | ---------- | -------- | -------- |
| Stal Mielec | 2022–23  | Ekstraklasa | 31        | 1         | 2                | 0                | —          | —          | 33       | 1        |
| Összesen    | Összesen | Összesen    | 31        | 1         | 2                | 0                | 0          | 0          | 33       | 1        |

## Sikerei, díjai
Arka Gdynia
- Lengyel Kupa
  - Döntős (1): 2020–21